# The Videos (VHS, Kylie Minogue)
The Videos je prvi DVD, ki ga je izdala avstralska pop pevka Kylie Minogue. Samo leta 1988 ga je založba Mushroom Records izdala le v Avstraliji.

## Seznam pesmi
| Št. | Naslov                             | Dolžina |
| --- | ---------------------------------- | ------- |
| 1.  | „Locomotion‟                       |         |
| 2.  | „I Should Be So Lucky‟ (videospot) |         |
| 3.  | „Za kamerami‟ (videospot)          |         |

## Formati
| Format | Država     | Številka kataloga | Založba          |
| ------ | ---------- | ----------------- | ---------------- |
| DVD    | Avstralija | V80002            | Mushroom Records |